# Chah Chodja
Ne doit pas être confondu avec Shâh Shujâ ou Shah Shuja.
Djalal ad-Dine Chah Chodja (en persan : جلال الدین شاه شجاع / Jalâl ad-Din Šâh Šojâ'), ou simplement Chah Chodja (qui signifie littéralement « le courageux chah ») fut le souverain de la dynastie Mozaffaride de 1358 à 1384. Il était le fils et successeur de Mubâriz ad-Dîn Muhammad bin al-Muzaffar. Pendant le règne de Chah Chodja, son royaume s'étendit du Baloutchistan à l'Arran (Azerbaïdjan).

## Jeunesse
Chah Chodja est né le 10 mars 1333. Il était le fils du souverain Muzaffaride Mubariz al-Din Muhammad et d'une femme nommée Khatun Qotlogh Beg. Après  la conquête de Kerman par Mubariz al-Din Muhammad, en 1341, celui-ci a organisé le mariage entre Chah Chodja et une fille de l'un des chefs de la tribu mongole qui parcourait la région.  En 1358, Chah Chodja aveugla et emprisonna son père, et lui succéda comme souverain de la dynastie Muzaffaride .

## Règne
Chah Chodja fut ensuite constamment en guerre contre ses frères, provoquant une longue période d'instabilité. En 1363, il marcha contre son frère Mahmud Shah, qui avait pris le contrôle d'Ispahan.
L'année suivante, Mahmud Shah, avec le soutien de son beau-père, Cheikh Awais (dynastie des Jalayirides), envahit le Fars et prit Chiraz. Shah Shodja ne fut pas en mesure de reconquérir sa capitale jusqu'à 1366. Mahmud Shah a continué à jouer un rôle important dans la politique iranienne, réclama Tabriz aux Jalayirides après la mort de son beau-père en 1374. Il occupa la ville, mais fut frappé par la maladie. Il mourut l'année suivante, permettant à Shah Shodja de prendre Ispahan.
Shah Shodja occupa ensuite l'Azerbaïdjan et l'Arran pendant quatre mois, puis fut forcé de reculer lorsque la situation se détériora à l'intérieur du Fars. Son deuxième frère, Shah Yahya, poussa Ispahan à la révolte. Pour faire la paix avec les Jalayirides, Shah Shodja proposa le mariage de son fils Zain al-Abidin avec une sœur du souverain Jalayiride Shaikh Hussain Jalayir. Celui-ci refusa et attaqua. Shah Shodja réussit à l'arrêter à Sultaniya.
En 1383, Shah Shodja, sous l'emprise de l'alcool et du soupçon, aveugla son fils Sultan Shebli, ce qu'il regretta le jour suivant. Une série d'autres tragédies suivit : sa mère et son neveu Shah Hossein décédèrent . Lui-même tomba mortellement malade.
Avant de mourir en 1384, il nomma son fils Zain al-Abidin son successeur et son troisième frère Imad al-Din Ahmad au poste de gouverneur de Kerman. Insatisfait de cet arrangement, Shah Yahya lança l'attaque contre Chiraz, mais fut expulsé d'Ispahan par la population de la ville et contraint de s'enfuir à Yazd. Sur son lit de mort, Shah Shoja écrivit une lettre au puissant seigneur de guerre turco-mongol Tamerlan, qui faisait alors campagne en Azerbaïdjan, assurant la loyauté de ses fils au conquérant.

## Héritage
La représentation de Chah Chodja par les historiens contemporains et ultérieurs est celle d'un prince sophistiqué, bien éduqué en sciences savantes et théologiques, poète et érudit lui-même. Il était connu pour être très impliqué dans les discussions savantes.
Le célèbre poète persan Hafez a passé l'essentiel de sa carrière comme poète pendant le règne de Chah Chodja, à qui il a adressé 39 de ses qasidas et ghazals,.
Karim Khan Zand, dirigeant du peuple iranien du XVIIIe siècle, a rénové le lieu de sépulture de Chah Chodja.

## Sources
- Jackson, Peter. "Muzaffarids." Encyclopaedia of Islam, Volume VII (Mif-Naz). New ed. 1993.  (ISBN 90-04-09419-9)
- M. Ismail Marcinkowski, Persian Historiography and Geography: Bertold Spuler on Major Works Produced in Iran, the Caucasus, Central Asia, India and Early Ottoman Turkey, with a foreword by Professor Clifford Edmund Bosworth, member of the British Academy, Singapore: Pustaka Nasional, 2003,  (ISBN 9971-77-488-7).
- Roemer, H. R. "The Jalayirids, Muzaffarids and Sarbadars." The Cambridge History of Iran Volume 6: The Timurid and Safavid Periods. Edited by Peter Jackson. New York: Cambridge University Press, 1986.  (ISBN 0-521-20094-6)
- Komaroff, Linda (2012). Beyond the Legacy of Genghis Khan. Brill. pp. 1–678.  (ISBN 9789047418573).
- Khorramshahi, Bahaʾ-al-Din (2012). "Hafez ii. Hafez's life and limes". Encyclopaedia Iranica, Vol. XI, Fasc. 5. pp. 465–469.
- Perry, John R. (2011). "Karim Khan Zand". Encyclopaedia Iranica, Vol. XV, Fasc. 6. pp. 561–564.
- Limbert, John W. (2011). Shiraz in the Age of Hafez: The Glory of a Medieval Persian City. University of Washington Press. pp. 1–192.  (ISBN 9780295802886).
- Loloi, Parvin (2004). Hafiz, Master of Persian Poetry: A Critical Bibliography. I.B.Tauris. pp. 1–392.  (ISBN 9781860649233).
- Wing, Patrick (2014). "Mozaffarids". Encyclopaedia Iranica